# Komet Stephan-Oterma
Komet Stephan-Oterma  (uradna oznaka je 38P/Stephan-Oterma ) je periodični komet z obhodno dobo okoli 37,7 let. Pripada Halleyjevi družini kometov.

## Odkritje[1]
Komet je prvi videl 22. januarja 1867 francoski astronom Jérôme Coggia na Observatoriju Marseille. 24. januarja ga je opazil tudi Édouard Jean-Marie Stephan. Finska astronomka Liisi Oterma je ponovno odkrila komet 6. november 1942.

## Lastnosti
Komet ima perihelij (prisončje) blizu tirnice Marsa in afelij (odsončje) blizu tirnice Urana. V letih 1982 se je močno približal velikim planetom Jupitru, Saturnu in Uranu 
Če to telo ne bi imelo kome in bi imelo odsončje za tirnico Jupitra (5 a.e.), bi ga imeli za kentaver.